# Cantó de Pinòus
El cantó de Pinòus és un cantó francès del departament de l'Alt Loira, situat al districte de Briude. Té 9 municipis i el cap és Pinòus.

## Municipis
- La Besseyre-Saint-Mary
- Auvers
- Chastel
- Chazelles
- Cronce
- Desges
- Ferrussac
- Pinòus
- Tailhac

## Història
| Data d'elecció                           | Identitat     | Partit                                 | Qualitat |
| ---------------------------------------- | ------------- | -------------------------------------- | -------- |
| 1964-1982                                | M. Brustel    | Divers gauche, després RI, després UDF |          |
| 1982-2001                                | Prosper Chany | UDF                                    |          |
| 2001-                                    | Daniel Estieu | -                                      |          |
| les dades anteriors no són pas conegudes |               |                                        |          |
|                                          |               |                                        |          |